# Rozálie Šliková
Rosa nebo Rozálie hraběnka Šliková (německy Rosa Gräfin Schlik, 1830 – 2. března 1854, Brno) byla česká šlechtična z rodu Šliků.

## Život
Narodila se jako nejmladší dcera generála jezdectva, hraběte Františka Jindřicha II.
Zemřela mladá po krátké nemoci ve věku 24 let.